# Seznam britských torpédoborců

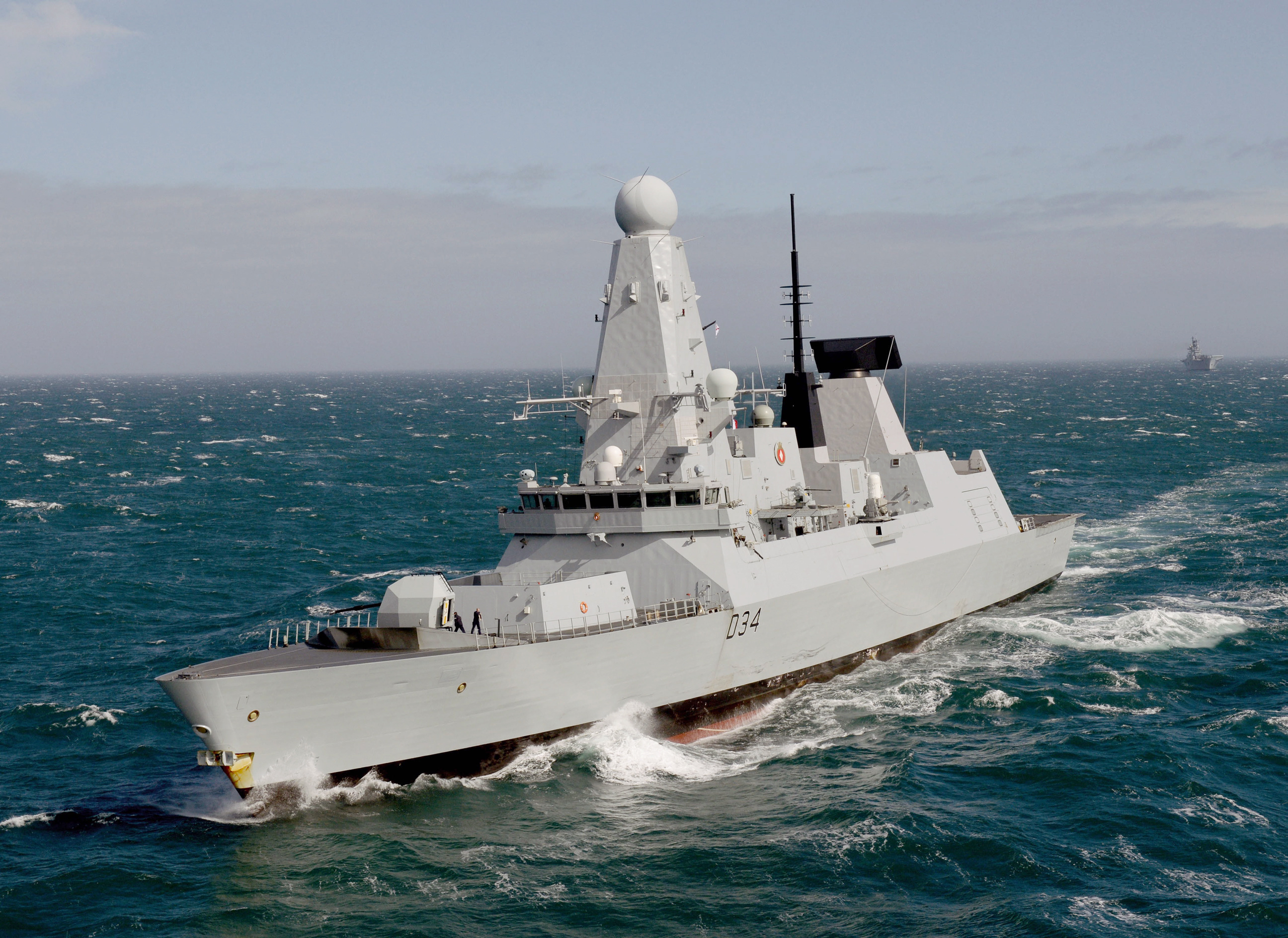
HMS Diamond (Typ 45)

Seznam britských torpédoborců obsahuje všechny třídy torpédoborců Britského královského námořnictva.

## První generace
- Třída A
  - Třída Havock
  - Třída Daring
  - Třída Ferret
  - Třída Ardent
  - Třída Charger
  - Třída Hardy
  - Třída Janus
  - Třída Salmon
  - Třída Banshee
  - Třída Conflict
  - Třída Fervent
  - Třída Handy
  - Třída Sunfish
  - Třída Rocket
  - Třída Sturgeon
  - Třída Swordfish
  - HMS Zebra

- Třída B
  - Třída Quail
  - Třída Earnest
  - Třída Spiteful
  - Třída Myrmidon

- Třída C
  - Třída Star
  - Třída Avon
  - Třída Brazen
  - Třída Violet
  - Třída Mermaid
  - Třída Gipsy
  - Třída Bullfinch
  - Třída Fawn
  - Třída Falcon
  - Třída Greyhound
  - Třída Thorn
  - Třída Viper
  - HMS Albatross
  - HMS Cobra

- Třída D
  - Třída Desperate
  - Třída Angler
  - Třída Coquette
  - Stag

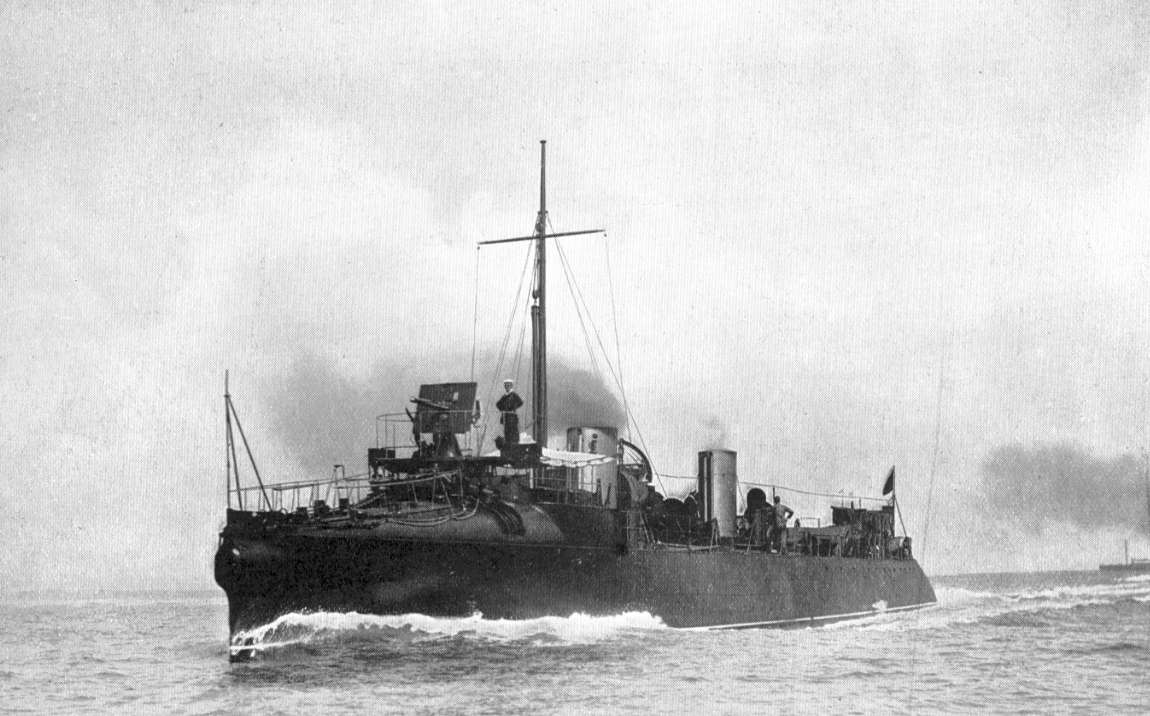
HMS Daring

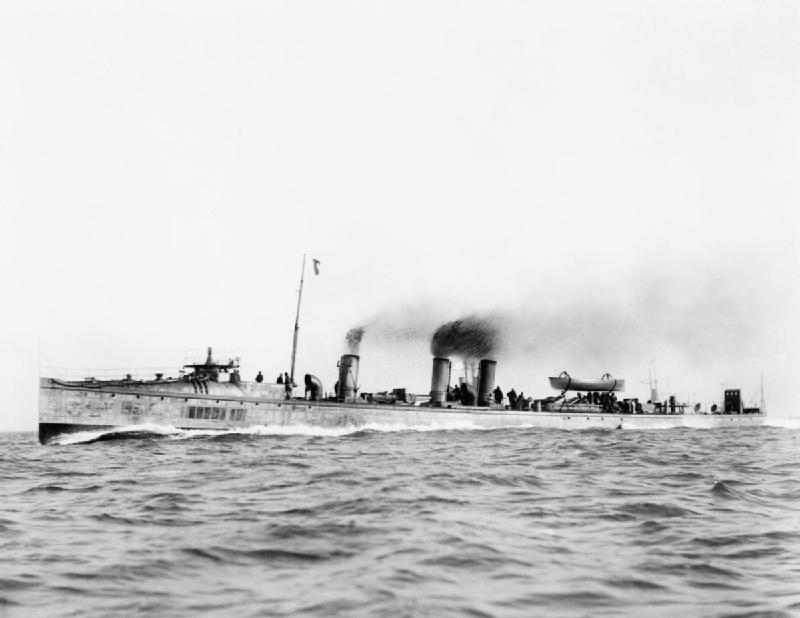
HMS Conflict

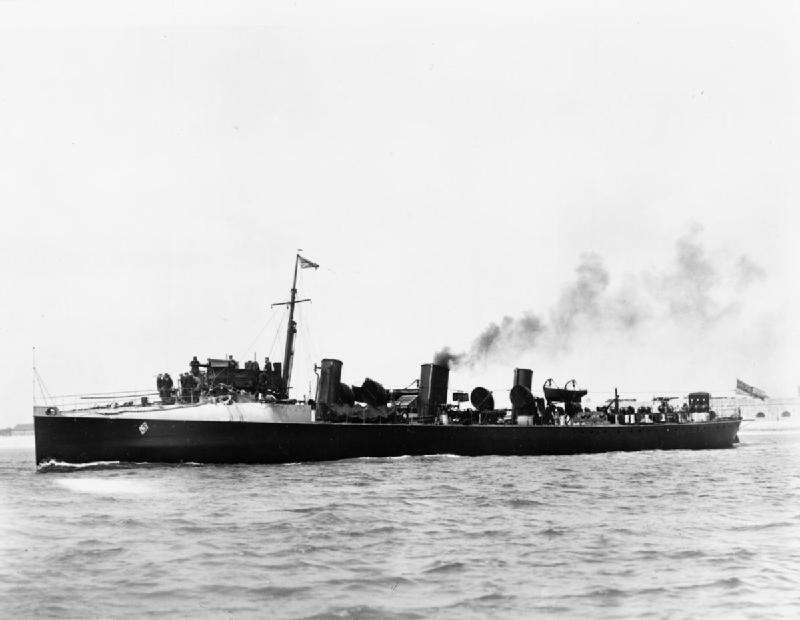
HMS Chamois

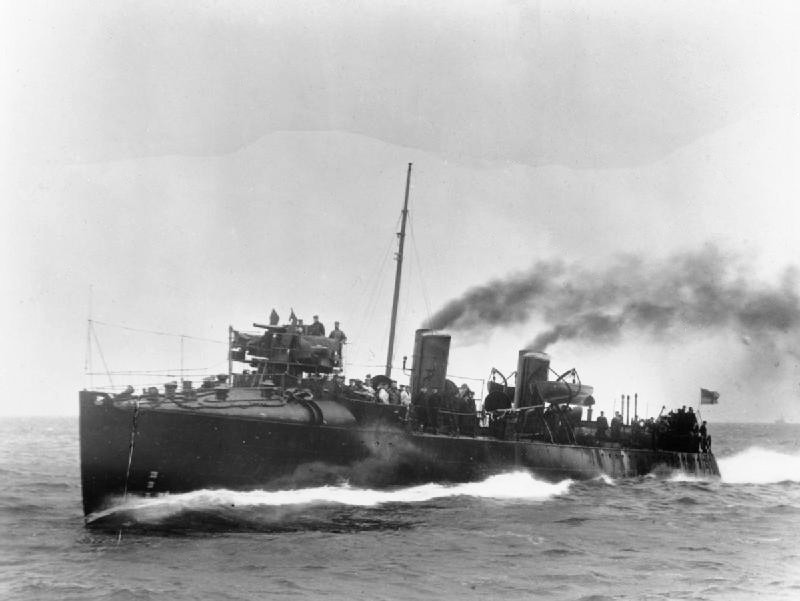
HMS Fame

- HMS Taku – kořistní čínský torpédoborec třídy Chaj-lung

## Klasické torpédoborce

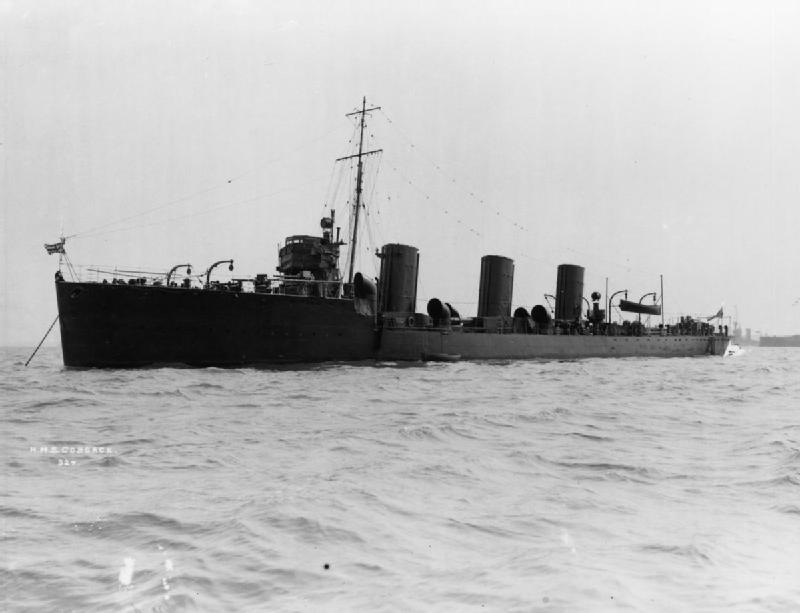
HMS Cossack třídy Tribal

- Třída Cricket – pobřežní torpédoborce
- Třída River (třída E)
- Třída Tribal (třída F)
- Třída Beagle (třída G)
- Třída Acorn (třída H)
- Třída Acheron (třída I)
- Třída Acasta (třída K)
- HMS Swift – vůdčí loď torpédoborců
- Třída Laforey (třída L)

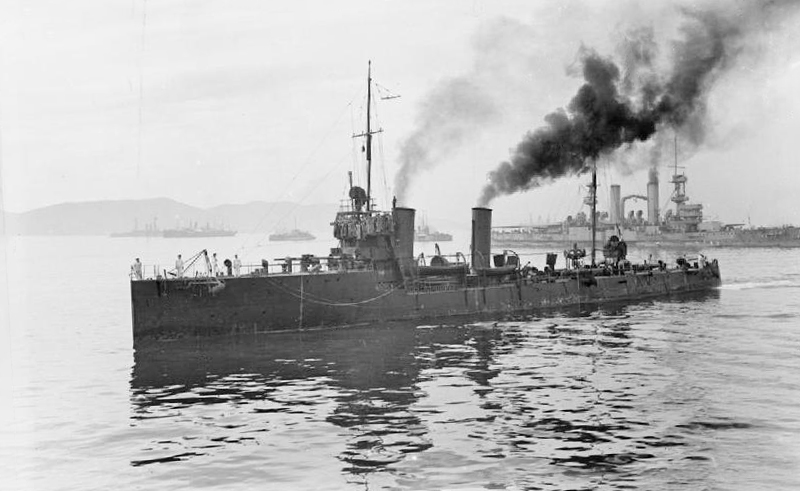
HMS Arno

- HMS Arno – původně stavěn pro Portugalsko
- Třída Talisman – původně stavěny pro Turecko
- Třída Medea – původně stavěny pro Řecko jako třída Kriti
- Třída Faulknor – vůdčí lodě torpédoborců, chilská třída Almirante Lynch
- Třída Marksman – vůdčí lodě torpédoborců
- Třída Parker (Improved Marksman) – vůdčí lodě torpédoborců

- Třída M
  - Třída Armiralty M
  - Třída Hawthorn Leslie M
  - Třída Thornycroft M
  - Třída Yarrow M
  - Třída M (dodatečná)

- Třída R
  - Třída Admiralty R
  - Třída Admiralty R (modifikovaná)
  - Třída Thornycroft R
  - Třída Yarrow R

- Třída S
  - Třída Admiralty S
  - Třída Thornycroft S
  - Třída Yarrow S

- Třída V a W

HMAS Anzac třídy Parker

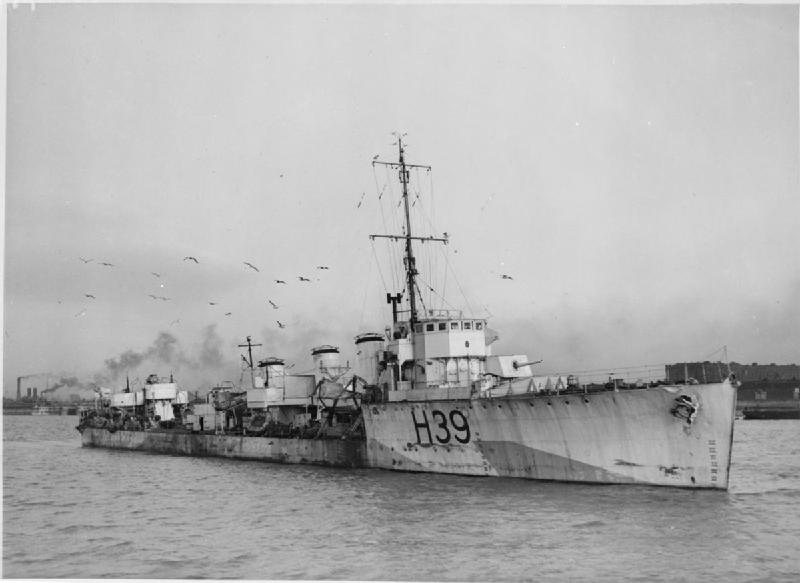
HMS Skate

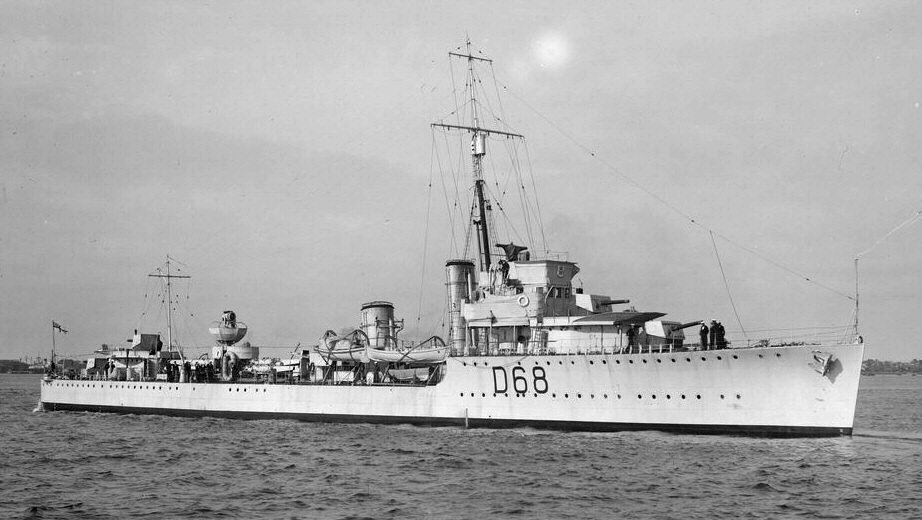
HMAS Vampire – jedna z vůdčích lodí třídy V

  - Třída V – vůdčí lodě torpédoborců
  - Třída V
  - Třída W
  - Modifikovaná třída W

- Třída Scott (Admiralty type flotilla leader) – vůdčí lodě torpédoborců
- Třída Shakespeare (Thornycroft type destroyer leader) – vůdčí lodě torpédoborců

## Meziválečné

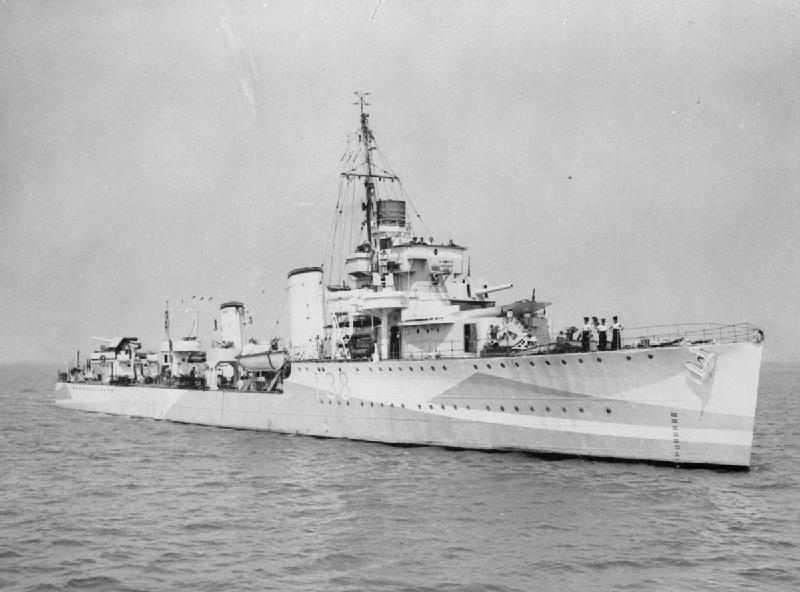
HMS Ambuscade

- HMS Ambuscade
- HMS Amazon
- Třída A
- Třída B
- Třída C a D
- Třída E a F
- Třída G a H
- Třída I
- Třída Tribal (1936)

## Druhá světová válka

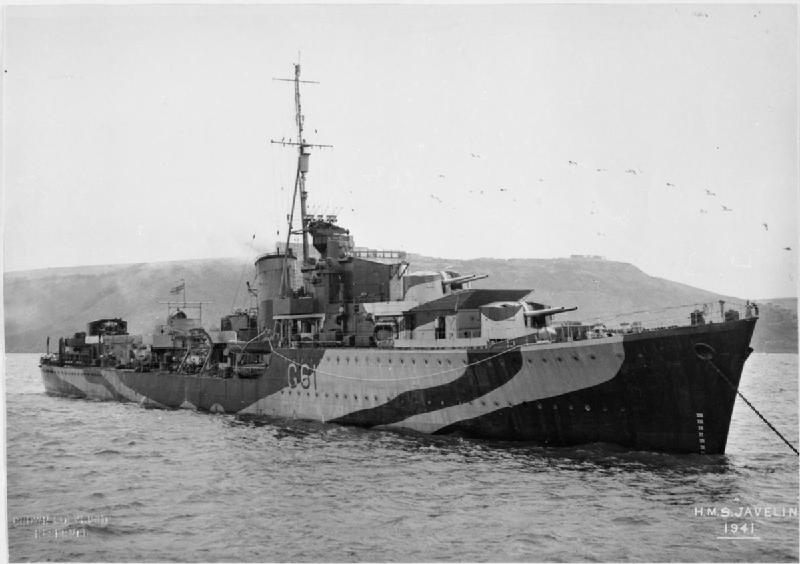
HMS Javelin

- Třída J, K a N
- Třída L a M
- Třída O a P
- Třída Q a R
- Třída S a T
- Třída U a V
- Třída W a Z
- Třída C
- Třída Battle
- Třída Weapon

## Studená válka

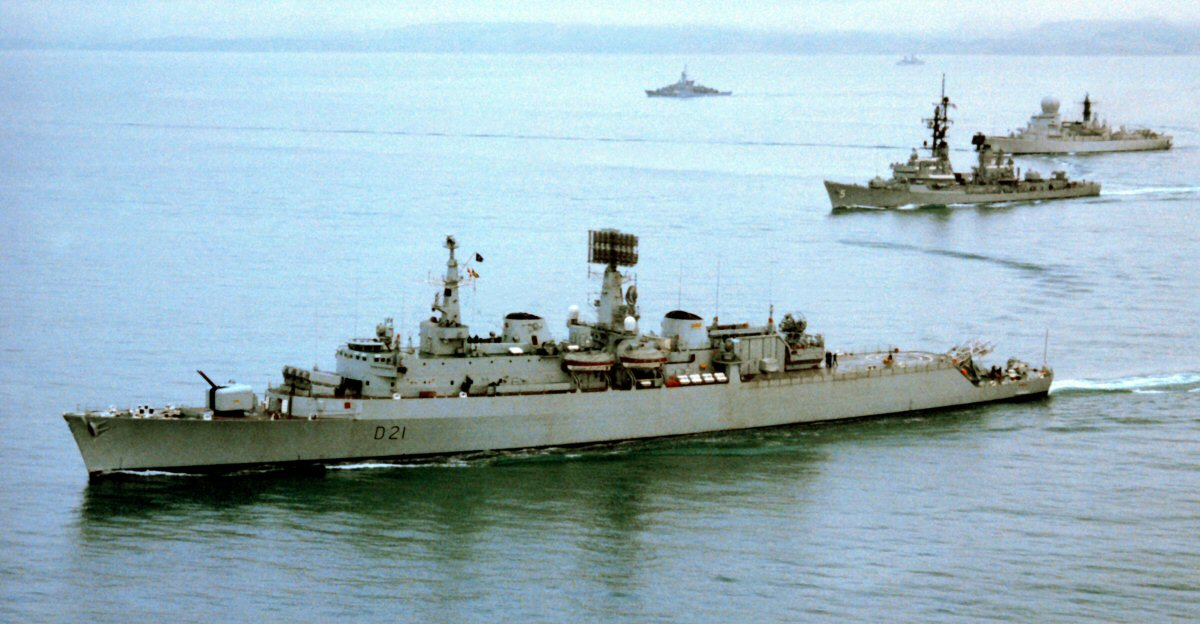
HMS Norfolk třídy County

- Třída Daring
- Třída County
- Třída Bristol (Typ 82)
- Třída Sheffield (Typ 42)

## Současnost
- Třída Daring (Typ 45)